# Julien Benneteau
Pour les articles homonymes, voir Benneteau et Desgrois.
Ne doit pas être confondu avec Julien Benedetto.
Julien Benneteau-Desgrois (dit "Bennet"), né le 20 décembre 1981 à Bourg-en-Bresse, est un joueur français de tennis, professionnel de 2000 à 2018.
Malgré un palmarès vierge en simple, il a disputé 10 finales sur le circuit ATP, et a occupé la 25e place mondiale en 2014.
Son palmarès est plus riche en double avec une 5e place mondiale en 2014 et, associé à Édouard Roger-Vasselin, une victoire à Roland-Garros en 2014 et une finale à Wimbledon en 2016. Il totalise douze titres ATP sur vingt-et-une finales jouées, auxquels il faut ajouter une médaille de bronze lors des Jeux olympiques de Londres aux côtés de Richard Gasquet.
Il fait régulièrement partie de l'équipe de France de Coupe Davis de 2010 à 2018 après une sélection en 2004 durant laquelle il n'a pas joué. Il remporte la Coupe Davis en 2017 aux côtés de Jérémy Chardy, Richard Gasquet, Pierre-Hugues Herbert, Nicolas Mahut, Lucas Pouille, Gilles Simon et Jo-Wilfried Tsonga.

## Biographie
Descendant du sculpteur Félix Benneteau-Desgrois, il est le fils d'André et Laurence Benneteau. Il a un frère, Antoine, et deux sœurs.
Julien Benneteau est né à Bourg-en-Bresse et son père est originaire de La Bourboule.
Il a commencé à jouer au tennis à l'âge de 4 ans. De 6 à 12 ans, il joue également au football pour le FC Bourg-Péronnas, club phare du département de l’Ain. Il atteint la finale régionale poussin et y inscrit deux buts face à l’Olympique lyonnais (défaite 6-2).
Avec sa femme Karen Chabrières, il a eu un fils, Ayrton, né le 11 juillet 2015.

## Carrière

### Débuts
En 1999, il remporte avec Nicolas Mahut le tournoi cc junior de l'US Open, ainsi que l'Orange Bowl. Ils deviennent ainsi champion du monde de double. En simple, il s'est classé 17e.
Il débute sur le circuit ATP en 2001 où il atteint le deuxième tour de tournoi de Lyon. Il joue à plein temps sur le circuit Challenger depuis 2002 mais il ne dépasse pas le stade des quarts de finale. Il participe cependant à son premier tournoi du Grand Chelem à Roland-Garros où il échoue largement contre Arnaud Clément (6-0, 6-1, 6-4).
En 2003, il franchit à plusieurs reprises le premier tour d'un tournoi ATP, notamment à Monte-Carlo contre Raemon Sluiter, et atteint trois demi-finales en Challenger. Il remporte cependant le tournoi de Metz en double avec Mahut, le premier tournoi ATP de sa carrière. Ce titre lui permet de se classer dans le top 100 de la discipline.
C'est en 2004 qu'il se révèle en atteignant tout d'abord deux finales dans des tournois Challenger en salle (titre à Andrézieux et finale à Besançon). Il enchaîne par un huitième de finale au Miami où il élimine Mardy Fish puis Ivan Ljubičić. Lors de sa saison sur terre battue, il accède dans un premier temps aux demi-finales à Casablanca, puis au troisième tour à Roland-Garros après avoir écarté David Ferrer en quatre sets. Il passe également le premier tour à Wimbledon contre Tomáš Berdych et atteint les quarts de finale à Saint-Pétersbourg en fin d'année. Il termine sa saison au 64e rang.
En 2004, il bat Rafael Nadal classé 50e mondial à Lyon (6-3, 6-0) ; en 2005, à l'Open d'Australie, l'Espagnol prend sa revanche en lui infligeant aussi un 6-0 dans le premier set puis 6-4, 6-2.
Il gagne en notoriété avec sa performance lors des Internationaux de France de tennis 2006 lorsqu'il atteint les quarts de finale à la suite de l'abandon de l'Espagnol Alberto Martín (no 49), mené 5-1 dans le 1er set, blessé au dos. Il s'était qualifié pour les huitièmes de finale en battant le numéro 11 mondial Radek Štěpánek en 4 sets en seizièmes. En trente-deuxièmes de finale (2e tour), il avait battu le numéro 19 mondial, dernier finaliste de l'Open d'Australie, Márcos Baghdatís, à l'issue d'une longue bataille de 5 sets de près de 4 heures. Il finit l'année no 3 français.
En 2008, il parvient une nouvelle fois en huitièmes de finale du tournoi de Roland-Garros, où il s'incline face à Roger Federer. Il atteint deux finales cette année-là à Casablanca et au Grand Prix de tennis de Lyon. Il finit également 3e du Masters France.

### 2009: 1/4 à Cincinnati et meilleurs résultats en double
En 2009, il perd au premier tour à l'Open d'Australie face à Márcos Baghdatís. Il participe ensuite au tournoi de Rotterdam : ses victoires sur Feliciano López et Nikolay Davydenko (tête de série no 3) lui permettent d'atteindre les quarts de finale, où il échoue face à Gaël Monfils (7-6, 6-1).
À Cincinnati en août 2009 il réalise sa meilleure performance en Masters 1000, après sa défaite en qualification il entre dans le tableau principal à la suite du forfait de Juan Martín del Potro ce qui lui permet également de profiter d'une exemption de 1er tour puisque l'Argentin est tête de série, ensuite il bat Jürgen Melzer no 37 et Guillermo García-López no 53 et s'incline en quart de finale contre l'éphémère no 2 mondial Andy Murray (4-6, 6-3, 6-1). À noter que dans ce match, le Français menait 6-4, 2-0 face au joueur britannique. En novembre 2009, aux Masters de Paris-Bercy, il s'offre un exploit face au no 1 mondial suisse Roger Federer en seizièmes de finale, en remportant le match en un peu moins de deux heures de jeu et en 3 sets (3-6, 7-64, 6-4).
Il s'offre le jour de ses 28 ans, le 20 décembre à Toulouse, la seconde édition des Masters France face à Arnaud Clément en finale, en deux sets (7-6, 6-2).

### 2010: Saison moyenne
Pour la saison 2010, Loïc Courteau est son entraineur. Il atteint sa quatrième finale en simple lors de l'Open 13 qu'il perd contre Michaël Llodra (6-3, 6-4) après avoir battu successivement Florent Serra (6-4, 6-4), Gaël Monfils (6-3, 7-5) et Jo-Wilfried Tsonga (7-611, 5-7, 7-63) aux tours précédents. Il atteint également les huitièmes de finale du tournoi de Wimbledon pour affronter Jo-Wilfried Tsonga.
Il est deux fois l'artisan de la victoire française en Coupe Davis, en double avec Michaël Llodra, une fois au premier tour contre l'Allemagne, puis en quarts de finale contre l'Espagne. Lors des Masters du Canada, il fait un très beau résultat en double en atteignant la finale toujours avec le même partenaire. La semaine suivante, il atteint les huitièmes de finale des Masters de Cincinnati en battant successivement Michaël Llodra, puis Stanislas Wawrinka (6-4, 6-2), mais s'incline lors d'un match intense et offensif face à Rafael Nadal après avoir pourtant eu une balle de match (sur le service adverse à 6-5) dans le jeu décisif du deuxième set (7-5, 66-7, 2-6). Il joue ensuite à l'US Open, passe le premier tour mais doit ensuite interrompre sa saison à la suite d'une blessure au poignet gauche face à Tommy Robredo (4-6, 6-6).

### 2011: Année marquée par les blessures

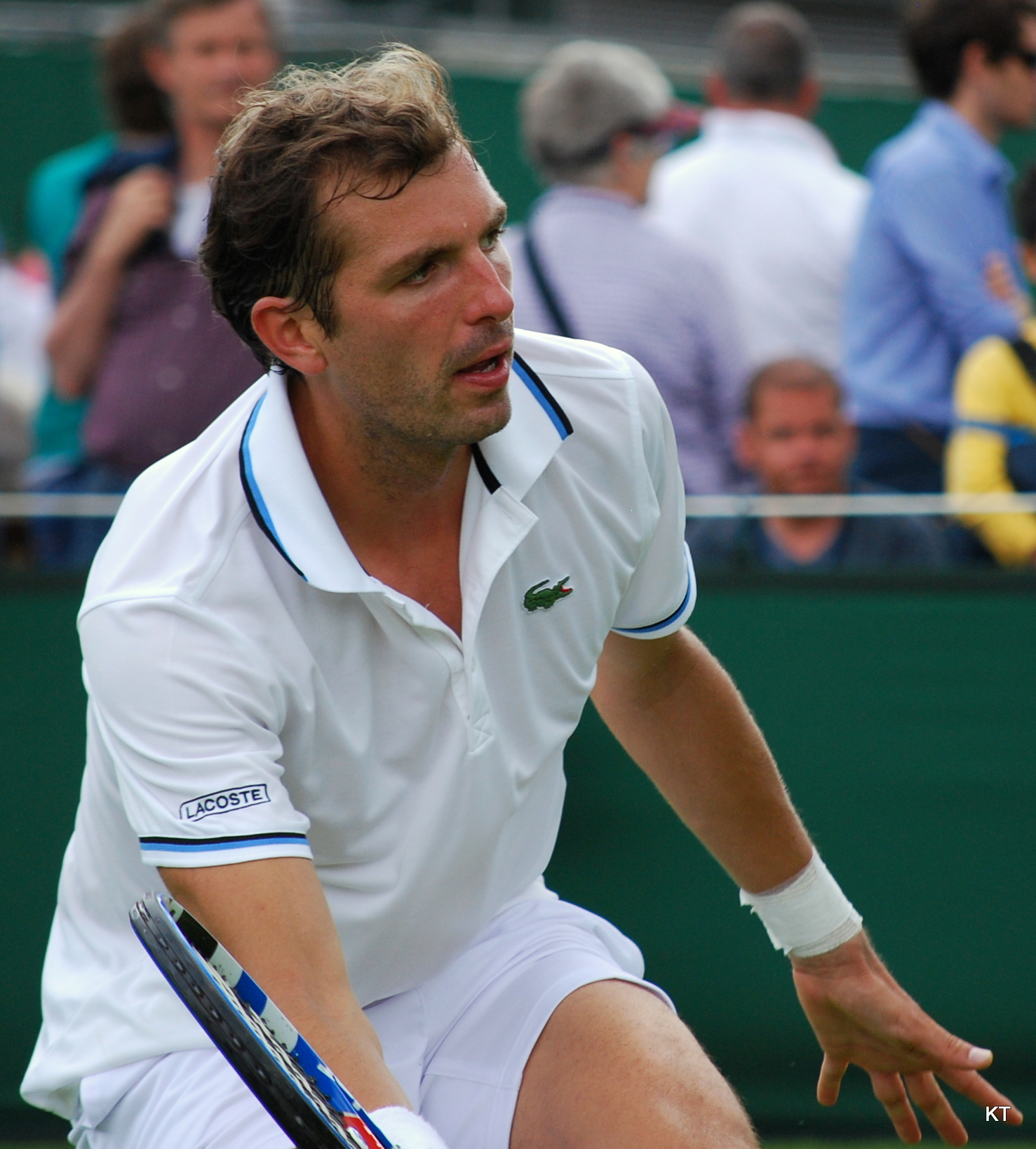
Julien Benneteau lors de Wimbledon.

Benneteau fait son retour sur le circuit principal dès le début de la saison mais, mis à part un match de qualification à Rotterdam, il ne parvient à remporter son premier affrontement qu'en mars au Masters d'Indian Wells, face à Feliciano López. Entretemps, il a dû déclarer forfait quelques minutes avant son entrée à l'Open d'Australie contre Juan Mónaco, victime d'une blessure à l'auriculaire de la main droite, en manipulant des baguettes chinoises, ce qui a nécessité une intervention chirurgicale, et il a perdu au premier tour de Marseille où il était finaliste en titre contre Michaël Llodra.
Il est battu au deuxième tour à Indian Wells et Miami, et s'incline d'entrée à Casablanca, Monte-Carlo et Munich. Il décide alors de se tourner vers le circuit Challenger et repasse au-delà de la 100e place mondiale pour la première fois depuis février 2006.
Lors de la saison nord-américain sur dur, il se qualifie pour le tableau final du Masters de Cincinnati et élimine Guillermo García-López (6-3, 1-0ab) au premier tour mais perd au tour suivant contre Rafael Nadal (4-6, 5-7). Une nouvelle fois issu des qualifications lors du tournoi de Winston-Salem, il enchaîne huit victoires consécutives - notamment en huitième contre Igor Andreev (2-6, 6-1, 7-65), en quart contre Serhiy Stakhovsky (3-6, 7-69, 6-2, en sauvant une balle de match), et en demi-finale contre Robin Haase (3-6, 7-67, 7-66 en sauvant deux balles de match) pour atteindre la cinquième finale de sa carrière contre John Isner qu'il perd 6-4, 3-6, 4-6 en cédant physiquement dans le second set après s'être procuré une balle de break au début de la manche. Disposant d'une wild card lors de l'US Open de tennis, il crée l'exploit en éliminant dès le premier tour Nicolás Almagro (6-2, 6-4, 6-3), tête de série no 10, puis Denis Istomin (6-4, 6-4, 6-4) pour affronter Andy Roddick qui le bat au troisième tour 6-1, 6-4, 7-65.
Ces bons résultats se confirment sur le circuit Challenger où il enchaîne une finale à Mons et un titre à l'Open de Rennes.
En double lors des Masters de Paris-Bercy, il atteint la finale avec son partenaire Nicolas Mahut. Les deux français s'inclinent 6-2, 6-4 contre l'Indien Rohan Bopanna et le Pakistanais Aisam-Ul-Haq Qureshi.

### 2012: Médaille de bronze aux JO en double
Julien Benneteau commence la saison 2012 lors du tournoi de Sydney où il élimine Andreas Seppi (6-3, 6-4), Feliciano López (6-3, 6-4), Alex Bogomolov (6-2, 6-4) et Márcos Baghdatís (6-4, 6-4), mais perd en finale contre Jarkko Nieminen (6-2, 7-5) pour la sixième fois en simple lors d'un tournoi du circuit. Le 20 février, après avoir atteint la demi-finale au tournoi de San José, il atteint son meilleur classement à ce jour avec la 29e place à l'ATP.
Aux Masters de Monte-Carlo, après avoir battu Marcel Granollers (6-3, 3-6, 6-2) et Jürgen Melzer (6-4, 6-3), il atteint les 1/8 de finale où il affronte Andy Murray dans un premier set accroché avant de se blesser sérieusement à la cheville et de se fracturer le coude lors d'une chute, à 5-5, et de devoir abandonner. Au nouveau classement du lundi suivant, il atteint son meilleur positionnement à la 27e place mondiale. Il réussit à reprendre la compétition pour Roland-Garros, où il atteint le troisième tour, battu par Janko Tipsarević. Lors du tournoi de Wimbledon, il perd au même stade de la compétition contre Roger Federer dans un match intense (6-4, 7-63, 2-6, 66-7, 1-6) où il passe à deux points du match dans la quatrième manche,.

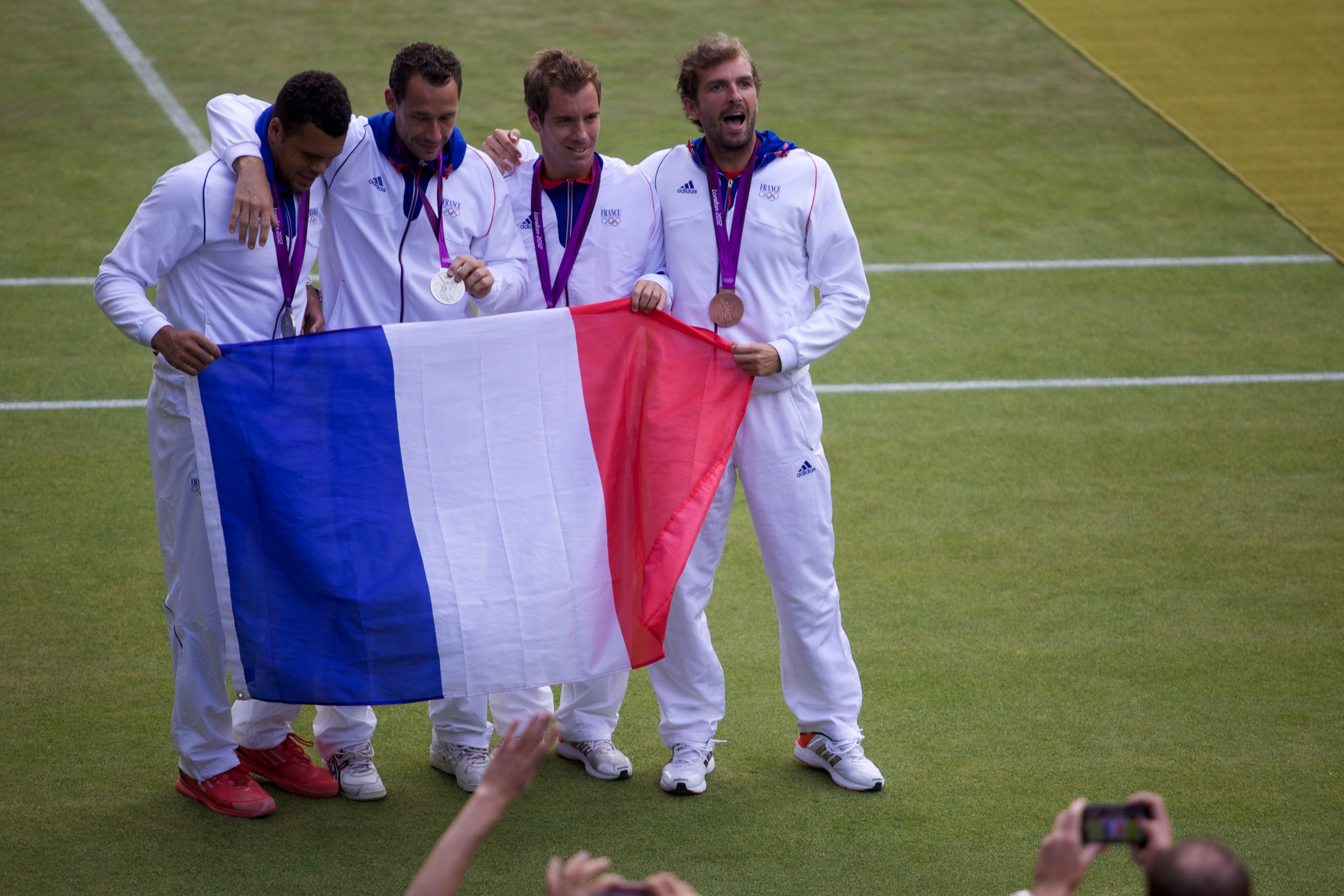
Célébrations pour les victoires françaises en double aux Jeux olympiques de Londres où, associé à Richard Gasquet, il remporte la médaille de bronze.

À la suite du forfait de Gaël Monfils, il est sélectionné pour participer aux Jeux olympiques de Londres en simple en sa qualité de cinquième joueur national en plus de son association en double avec Richard Gasquet. Après une victoire sur Mikhail Youzhny (7-5, 6-3) au premier tour, il perd en 1/16 contre Roger Federer (2-6, 2-6). En revanche en double, après avoir notamment battu la paire indienne Mahesh Bhupathi - Rohan Bopanna (6-3, 6-4) puis la paire serbe Nenad Zimonjić - Janko Tipsarević (6-4, 7-63), il atteint avec Gasquet les demi-finales du tournoi olympique contre les frères Bryan. La paire française s'incline en deux sets (6-4, 6-4) avant de remporter la médaille de bronze face à la paire espagnole Feliciano López - David Ferrer (7-6,4 6-2). En septembre, il atteint la finale de l'Open de Malaisie, après avoir battu Carlos Berlocq (7-6, 6-3), Matthew Ebden (7-5, 6-2), Alejandro Falla (6-2, 6-2) et créé la surprise en battant le cinquième joueur mondial en demi-finale David Ferrer (6-4, 6-1) pour affronter Juan Mónaco. Il perd cependant une nouvelle fois en finale, sa septième sur le circuit ATP, en s'inclinant 5-7, 6-4, 3-6. Au Masters de Paris-Bercy, il perd au deuxième tour contre Jo-Wilfried Tsonga (2-6, 6-4, 7-62) et finit la saison 2012 à la 34e place mondiale concrétisant ainsi en fin d'année la meilleure saison de sa carrière.

### 2013:1refinaleen ATP 500 et régularité

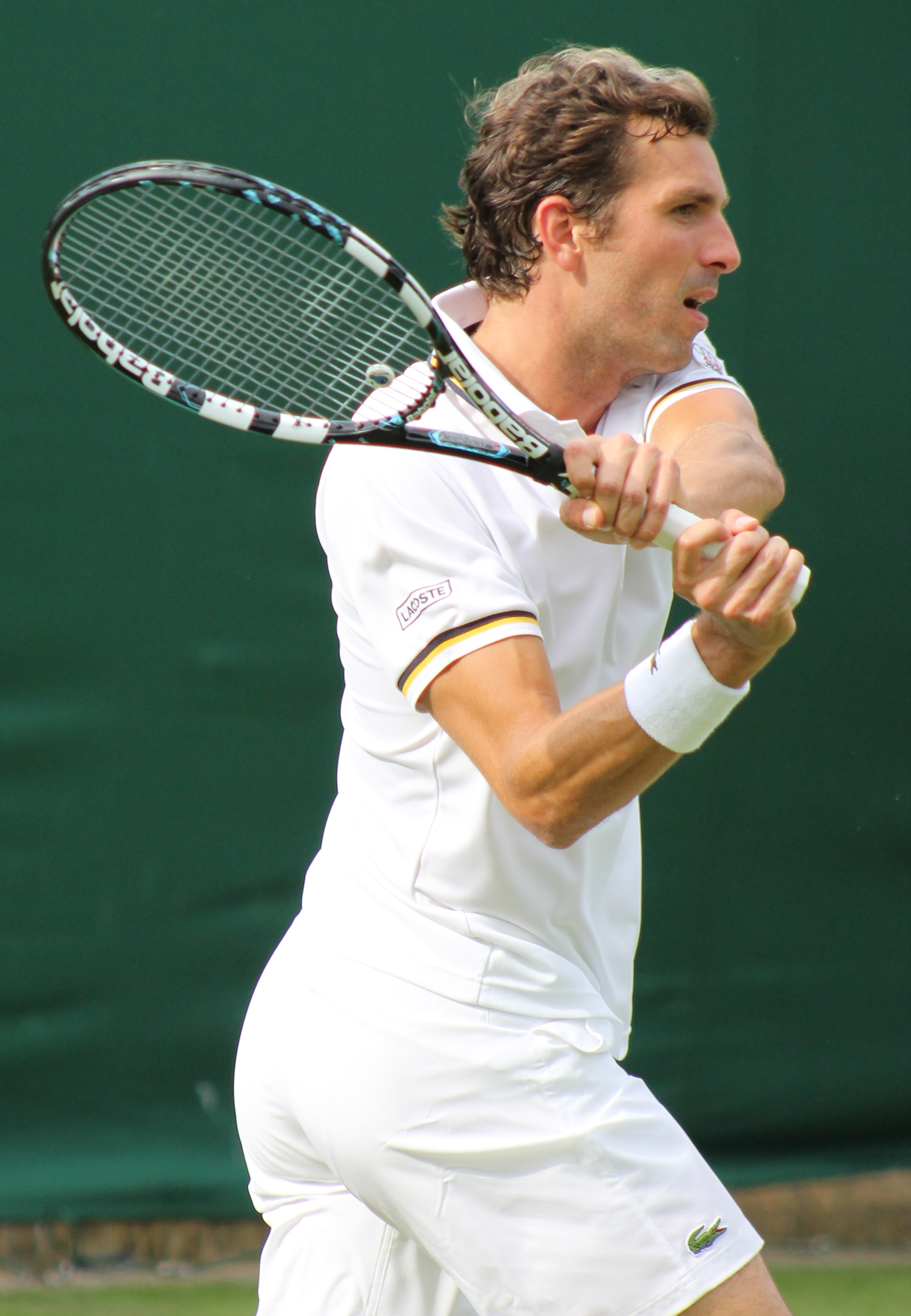
Julien Benneteau à Wimbledon 2013.

Julien Benneteau commence la saison 2013 par une défaite au premier tour contre Jarkko Nieminen à l'open de Brisbane. Lors du tournoi de Sydney, il passe tout près d'une nouvelle finale mais rate deux balles de matchs en retour de service contre Kevin Anderson — dans le troisième set à 6 jeux à 5 puis à 7 points à 6 dans le tie-break final — qui s'impose 6-3, 4-6, 68-7. La semaine suivante, lors de l'Open d'Australie, il bat Grigor Dimitrov (6-4, 6-2, 6-4) puis difficilement Édouard Roger-Vasselin (4-6, 7-5, 7-65, 7-65) mais s'incline contre le neuvième joueur mondial Janko Tipsarević (6-3, 4-6, 6-2, 4-6, 3-6).
Lors du tournoi de Rotterdam, il bat Tobias Kamke (6-3, 6-2), Victor Hănescu (6-1, 6-3), puis crée la surprise en éliminant Roger Federer pour la deuxième fois de sa carrière (6-3, 7-5) pour accéder aux demi-finales. Il bat ensuite Gilles Simon (6-4, 7-62) mais perd sa huitième finale consécutive contre Juan Martín del Potro (62-7, 3-6).
Lors de la tournée nord-américaine sur dur, il perd deux fois au deuxième tour des Masters d'Indian Wells (contre Ivan Dodig) et Masters de Miami (contre James Blake). Il enchaîne, sur terre battue, avec la rencontre de quart de finale de la Coupe Davis contre l'équipe d'Argentine où, associé en double à Michaël Llodra, il perd un point crucial, alors que les deux équipes sont à 1-1, contre la paire David Nalbandian - Horacio Zeballos (6-3, 63-7, 5-7, 3-6). Il poursuit sa saison sur terre battue avec une défaite au premier tour des Masters de Monte-Carlo contre Milos Raonic (1-6, 4-6). Cependant, associé pour la toute première fois en double à Nenad Zimonjić, ils remportent le tournoi après avoir sauvé en finale sept balles de match en battant les grands favoris, les frères Bob et Mike Bryan, (4-6, 7-64, [14-12]).
Tête de série no 31, il commence le tournoi de Wimbledon par une victoire sur Tobias Kamke mais s'incline au tour suivant contre Fernando Verdasco (61-7, 64-7, 4-6).
En septembre 2013, il atteint, comme en 2012, la finale dans le tournoi ATP à l'Open de Malaisie en battant notamment le dixième joueur mondial Stanislas Wawrinka (6-4, 6-3) en demi-finale, mais il s'incline lors de sa neuvième finale face à la révélation du tournoi, le Portugais João Sousa (2-6, 7-5, 6-4).

### 2014: Meilleure saison en simple et en double, vainqueur à Roland-Garros
Il s'associe à Édouard Roger-Vasselin en double dans le but de participer à l'ATP World Tour Finals en fin de saison. En février, ils remportent l'Open 13 en sauvant six balles de match en finale.
Au Masters d'Indian Wells, il atteint les quarts de finale en battant en chemin Jo-Wilfried Tsonga no 10 mondial.
Lors du quart de finale de Coupe Davis contre l'Allemagne, il s'incline lors du premier match contre Tobias Kamke, avant de remporter le double associé à Michaël Llodra.
En mai, il remporte le Challenger de Bordeaux dont il est la tête de série no 1.
À Roland-Garros, associé à Édouard Roger-Vasselin en double, il gagne son premier titre du Grand Chelem en battant la paire composée de Marc López et Marcel Granollers en finale (6-3, 7-61). C'est la première fois que des Français s'imposent en double sur l'ocre parisien depuis la victoire de Henri Leconte et Yannick Noah en 1984.
À Wimbledon, il s'incline au premier tour face au qualifié Gilles Müller. En double, avec Édouard Roger-Vasselin, il s'incline en quart de finale contre Michaël Llodra et Nicolas Mahut.
Au tournoi de Cincinnati, il atteint les demi-finales en simple, pour la première fois en Masters 1000. Il bat notamment Stanislas Wawrinka alors no 4 mondial en quart de finale. La même semaine, il atteint la demi-finale du double ce qui lui permet de devenir no 10 mondial de la spécialité, devenant le 10e Français à parvenir dans les dix meilleurs joueurs du double.
Malgré son statut de tête de série, il s'incline dès le 1er tour de l'US Open contre Benoît Paire. Il s'incline aussi dès son entrée en lice avec Édouard Roger-Vasselin en double après avoir eu deux balles de match.
Il fait partie des quatre joueurs retenus pour disputer la demi-finale de la Coupe Davis à Roland-Garros contre la République tchèque. Néanmoins il ne prend part à aucun match à enjeux.
À Kuala Lumpur, il participe à sa 10e finale sur le circuit ATP, sa troisième de suite dans la capitale malaisienne. Il bat en demi-finale Ernests Gulbis alors 13e mondial mais s'incline en deux sets contre Kei Nishikori lors du match pour le titre. Il devient le premier joueur à perdre ses dix premières finales sur le circuit principal.
Il s'incline en finale du double à Tokyo associé à Vasek Pospisil. La semaine suivante lors du Masters de Shanghai, il atteint les quarts de finale en battant notamment Grigor Dimitrov 10e mondial. C'est la quatrième fois de sa carrière qu'il se retrouve à ce stade dans cette catégorie de tournois. Battu par Roger Federer en quart de finale, il parvient, associé à Édouard Roger-Vasselin, la finale du double finalement perdue contre les frères Bryan.
Leurs bons résultats en double permettent à Julien Benneteau et Édouard Roger-Vasselin de se qualifier pour le Masters de double à Londres. Ils se qualifient pour les demi-finales lors de leur dernier match de poule. Ils s'inclinent ensuite sèchement lors de ce premier match éliminatoire contre les frères Bryan.
Dans la foulée, Julien Benneteau rejoint l'équipe de France de Coupe Davis à Lille pour la dernière semaine d'entraînement avant la finale de la Coupe Davis. Il remplace Jo-Wilfried Tsonga, forfait pour le double, pour affronter la paire Federer-Wawrinka contre laquelle il s'incline aux côtés de Richard Gasquet en 3 sets (6-3, 7-5, 6-4). Cette défaite permet à la Suisse de mener 2 à 1 dans cette finale que les Français perdent 1 à 3.

### 2015: Année de blessure, chute dans le classement
En début de saison, la pubalgie qu'il traîne depuis 2012 se réveille et le handicape sur les terrains.
Benneteau est sélectionné en équipe de France de Coupe Davis, à l'occasion du premier tour contre l'Allemagne. Il est associé à Nicolas Mahut pour le match de double, où les Français remportent leur 3e point, se qualifiant ainsi pour le tour suivant
.
Il fait une nouvelle rechute de sa pubalgie lors du tournoi d'Indian Wells et préfère se retirer de celui de Miami pour rentrer en France se soigner.
Le 21 mai, il annonce son forfait pour Roland-Garros à cause de sa blessure qui l'empoisonne depuis le début de saison. Il ne jouera ni le simple et ni le double alors tenant du titre. Il profite alors de cet arrêt forcé pour devenir consultant, le temps de Roland Garros, pour la radio RMC. Ne parvenant pas à soigner sa pubalgie, il se résout à subir une opération à Bordeaux le 9 juin. Malgré quelques espoirs, il ne rejouera pas sur le circuit cette année 2015.
Il finit la saison 527e au classement ATP.

### 2016: Retour à la compétition, finale en double à Wimbledon
Julien Benneteau, coaché par son frère Antoine depuis la fin de sa collaboration avec Loic Courteau, commence sa saison au challenger de Nouméa. Il s'incline en simple en quart de finale face à la tête de série no 2 Alejandro Falla et remporte le double aux côtés de son partenaire Édouard Roger-Vasselin.
À l'Open 13 de Marseille il sort des qualifications. Il s'incline néanmoins au 1er tour face à Alexander Zverev (64-7, 5-7) se blessant à la fin du deuxième set. Malgré cette défaite, le niveau de jeu présenté est tout à fait satisfaisant, présageant du positif pour la suite de la saison. Retombé à la 673e place mondiale, il est absent deux mois de mi février à mi avril et fait son retour sur le circuit au Challenger de Barletta, en Italie, mais chute d'entrée de jeu face au Russe Alexey Vatutin, 282e mondial.
Il renoue avec le circuit principal en participant au Masters 1000 de Rome où il s'incline dès le 1er tour contre son compatriote Richard Gasquet (3-6, 0-6). En double, il atteint avec Édouard Roger-Vasselin les demi-finales. Jusqu'alors classé au-delà de la 450e place en double, cette performance permet à Julien Benneteau de faire un bond de plus de 300 places et de s'approcher un peu plus du top 100. À Roland Garros, il perd d'entrée de jeu en simple contre son compatriote Lucas Pouille (3-6, 6-4, 4-6, 64-7). En double, Édouard Roger-Vasselin et lui battent successivement Albert Ramos-Viñolas et Jiří Veselý, Vasek Pospisil et Jack Sock, Treat Conrad Huey et Max Mirnyi et s'inclinent en quart de finale contre Feliciano et Marc López (6-3, 4-6, 67-7) après avoir manqué 6 balles de match, 3 à 5-4 dans le 3e set et 3 dans le tie-break final. Cette défaite lui permet néanmoins de réintégrer le top 100 en double.
Présent à Wimbledon, il bat au 1er tour l'Ukrainien Illya Marchenko (6-4, 6-2, 7-68). Il s'agit de sa première victoire en simple sur un joueur du top 100 en 2016 et également en Grand Chelem depuis l'Open d'Australie 2014. Il s'incline au 2e tour contre Kei Nishikori en 4 sets (6-4, 4-6, 4-6, 2-6) en prenant tout de même un set au no 6 mondial. En double, Édouard Roger-Vasselin et lui confirment leurs bons résultats en passant les trois premiers tours, et notamment les 1/8 de finale en éliminant Vasek Pospisil et Jack Sock en 5 sets (6-4, 3-6, 63-7, 7-5, 6-4), après avoir sauvé 2 balles de match dans le 4e set. Ils battent en 1/4 de finale Jamie Murray et Bruno Soares, têtes de série no 3, au cours d'un match marathon en 5 sets et plus de 4 h 30 de jeu (6-4, 6-4, 611-7, 61-7, 10-8), et en demi Raven Klaasen et Rajeev Ram (7-5, 6-4, 5-7, 7-65). Tous deux s'inclinent en finale contre leurs compatriotes Pierre-Hugues Herbert et Nicolas Mahut (4-6, 61-7, 3-6) dans la première finale 100% française d'un Majeur hors Roland Garros. À l'issue du tournoi, il réintègre le top 40 en double.
On le retrouve plus tard pour la tournée américaine estivale où il utilise son classement protégé. Il atteindra notamment les quarts de finale au tournoi de Cabo San Lucas. Au Masters 1000 de Cincinnati il bat David Ferrer, no 12 mondial.
Invité du tournoi de Metz, il élimine tout d'abord Martin Kližan, 31e mondial, en 2 sets (6-2, 6-1), puis Dustin Brown (6-3, 6-4) avant de s'incliner devant Lucas Pouille, après un combat en 3 sets (62-7, 6-4, 3-6). Cette performance lui permet de faire un bond de 32 places dans le classement, s'approchant un peu plus du top 200 (206e). Il part en Asie pour le double sans obtenir les résultats désirés. Il enchaîne par le Masters 1000 de Paris-Bercy, où il sort des qualifications. Il est toutefois éliminé au 1er tour par son compatriote Gilles Simon (4-6, 6-3, 6-2). Après avoir passé le 1er tour, Édouard Roger-Vasselin et lui calent sur Feliciano et Marc López en 2 sets (3-6, 4-6). Il conclut sa saison par le Challenger de Mouilleron-le-Captif qu'il remporte en écartant en finale Andrey Rublev. Cette victoire lui permet de gagner 110 points et de faire un bond de 40 places au classement pour finir l'année dans les 150 joueurs mondiaux.

### 2017: Victoire en Coupe Davis, 2 titres en double, 1/2 finale à Bercy
Julien Benneteau et Édouard Roger-Vasselin mettent entre parenthèses leur collaboration en double, officielle depuis 2014. Il commence sa saison par l'Open d'Australie où il ne parvient pas à se qualifier pour le tableau principal en simple. Associé à Jérémy Chardy en double, il est éliminé au 2e tour par Dominic Inglot et Florin Mergea (6-3, 65-7, 62-7).
En février, il revient en Europe et enchaîne 4 tournois consécutifs, dont 2 Challenger. Il s'incline tout d'abord au 2e tour du Challenger de Quimper face à Gleb Shakarov, 287e mondial. Puis, il est éliminé au 1er tour du tournoi de Montpellier par Feliciano López (3-6, 6-4, 60-7), malgré une balle de match dans la 3e manche. Il atteint la semaine suivante les 1/2 finales du Challenger de Cherbourg. Au tournoi de Marseille, il reçoit une invitation pour jouer en simple. Il passe le 1er tour puis s'incline contre Gilles Simon (2-6, 6-2, 3-6). En double, il remporte l'épreuve aux côtés de Nicolas Mahut en battant en finale Robin Haase et Dominic Inglot (6-4, 69-7, [10-5]). Il s'agit de son 11e titre dans la discipline, le premier depuis 2014.
En mars, il sort des qualifications du Masters 1000 d'Indian Wells mais perd au 1er tour face à Facundo Bagnis (7-5, 4-6, 2-6). Il est appelé 3 semaines plus tard par Yannick Noah pour disputer le 1/4 de finale de Coupe Davis contre la Grande-Bretagne, en remplacement de Pierre-Hugues Herbert, blessé. Nicolas Mahut et lui apportent le 3e point décisif en battant Dominic Inglot et Jamie Murray (7-67, 5-7, 7-5, 7-5) et qualifient ainsi la France pour les 1/2 finales.
Après un bref passage au Masters 1000 de Monte-Carlo et au tournoi de Munich sans aucun résultat concluant, il enchaîne les deux semaines suivantes avec deux Challenger. Il s'incline en 1/2 finale à Aix-en-Provence, puis abandonne en 1/4 de finale à Bordeaux, blessé à l'aine. Il bénéficie ensuite d'une wild card pour disputer Roland Garros et réintège une semaine avant ce grand rendez-vous le top 100, qu'il n'avait plus occupé depuis août 2015. Il s'incline dès le 1er tour après une belle prestation contre Lucas Pouille en 5 manches (66-7, 6-3, 6-4, 3-6, 4-6), malgré un break d'avance dans le 4e set. Accompagné en double de Jérémy Chardy, il est éliminé d’entrée par Łukasz Kubot et Marcelo Melo (6-3, 2-6, 3-6).
Il commence la saison sur gazon par le tournoi de Bois-le-Duc. Repêché des qualifications à la suite du forfait de Lu Yen-hsun, il en profite et bat coup sur coup Evgeny Donskoy (3-6, 6-4, 7-65), puis le double tenant du titre Nicolas Mahut (3-6, 6-2, 6-2). Il chute en 1/4 de finale contre Alexander Zverev (0-6, 4-6). Il se qualifie ensuite pour le tournoi du Queen's où il passe facilement le 1er tour avant d'être éliminé par Grigor Dimitrov (6-4, 3-6, 4-6). En double, il retrouve exceptionnellement Édouard Roger-Vasselin et s'inclinent en finale face à Jamie Murray et Bruno Soares (2-6, 3-6). Il conclut sa saison sur herbe par le tournoi de Wimbledon où il est battu dès le 1er tour par Serhiy Stakhovsky (3-6, 68-7, 6-2, 2-6). Accompagné de Vasek Pospisil en double, ils perdent au 2e tour face à Ivan Dodig et Marcel Granollers (61-7, 3-6, 4-6).
Il fait son retour à la compétition à l'occasion du tournoi de Winston-Salem. Après un 1er tour facile, Julien Benneteau signe la plus belle victoire de sa saison face à Pablo Carreño-Busta, 16e mondial et tête de série no 2. Gêné à l'épaule, il abandonne en 1/8 de finale contre Chung Hyeon. Il enchaîne la semaine suivante avec l'US Open où il s'incline d'entrée contre David Goffin (4-6, 6-2, 4-6, 2-6). Il retrouve Édouard Roger-Vasselin en double et se hissent jusqu'en 1/4 de finale, chutant à ce stade contre Bob et Mike Bryan, après avoir battu au 2e tour Łukasz Kubot et Marcelo Melo, numéros 2 mondiaux.
Il participe en septembre au tournoi de Metz où s'incline au 1er tour contre Nicolás Almagro (63-7, 5-7). Associé de nouveau à Édouard Roger-Vasselin en double, ils remportent le tournoi en battant en finale Wesley Koolhof et Artem Sitak (7-5, 6-3). Il atteint ensuite la finale du Challenger d'Orléans où il perd face à Norbert Gombos, finaliste de l'année précédente, (6-3, 5-7, 6-2). Deux semaines plus tard, il est éliminé en 1/4 de finale du tournoi d'Anvers par Jo-Wilfried Tsonga (65-7, 2-6). À Bâle, il perd au 2e tour contre Juan Martín del Potro (4-6, 4-6).
Invité au Masters 1000 de Paris, il déclare en conférence de presse qu'il s'agit de son dernier Bercy et qu'il mettra un terme à sa carrière dans le courant de l'année 2018. Lors de cette dernière apparition dont il dit profiter, il fait sensation en atteignant les 1/2 finale après avoir notamment battu Jo-Wilfried Tsonga (15e), David Goffin (10e) et Marin Čilić (5e). C'est la première fois dans sa carrière qu'il parvient à battre 2 top 10 dans un même tournoi. Son parcours prend fin en 1/2 finale contre Jack Sock (5-7, 2-6).
Il clôt sa saison par la finale de la Coupe Davis contre la Belgique. Sélectionné au départ en tant que remplaçant, il est promis, un temps, à jouer le double aux côtés de Nicolas Mahut, Pierre-Hugues Herbert n'étant pas certain physiquement. Contre toute attente, il est écarté à la dernière minute par Yannick Noah, qui décide d'aligner Richard Gasquet et Pierre-Hugues Herbert pour le double. Non sélectionné, il émeut tout le monde en pleurant à chaudes larmes lors de la Marseillaise. À l'issue du 5e match décisif, la France soulève le Saladier d'argent et Julien Benneteau remporte ainsi la première Coupe Davis de sa carrière.

### 2018: Dernière saison
Après avoir été éliminé prématurément au Challenger de Nouméa alors qu'il était tête de série no 1, Julien Benneteau prend part à l'Open d'Australie où il écarte pour son entrée en lice Taro Daniel. Au tour suivant, il crée l'exploit en battant pour la deuxième fois en l'espace de trois mois David Goffin (7e) en 4 sets et près de 3 h de jeu. Il s'incline au troisième tour contre Fabio Fognini (6-3, 2-6, 1-6, 6-4, 3-6) et fait ses adieux au Melbourne Park. Associé à Jonathan Eysseric en double, il chute dès le premier tour contre Nikola Mektić et Alexander Peya. Malgré sa belle performance en simple, il n'est pas retenu par Yannick Noah pour disputer le premier tour de Coupe Davis contre les Pays-Bas. Le capitaine n'aurait pas apprécié le fait que Julien Benneteau raconte dans la presse la façon dont il a vécu sa non-sélection en finale de Coupe Davis l'année précédente et la manière avec laquelle cela a été annoncé.
On le retrouve lors du tournoi de Montpellier où il est battu d'entrée par Ričardas Berankis (3-6, 66-7). Il enchaîne deux semaines plus tard avec l'Open 13 à Marseille. Il écarte tout d'abord Malek Jaziri, puis s'offre le 22e mondial Roberto Bautista-Agut en deux tie-breaks avant de s'incliner en quart de finale face à Karen Khachanov (4-6, 4-6). Alors qu'ils étaient tenants du titre en double, Julien Benneteau et Nicolas Mahut s'inclinent en demi-finale face à Raven Klaasen et Rajeev Ram.
Présent à Indian Wells, il est éliminé dès son entrée en lice par son compatriote Jérémy Chardy (4-6, 69-7). Parallèlement au tennis, il fait partie, à partir d'avril 2018, de la commission des athlètes, une instance de dix-huit sportifs présidée par Martin Fourcade, qui va travailler à la préparation concrète des Jeux olympiques et paralympiques de 2024.
Il entame sa saison sur terre battue à Monte-Carlo où il est défait d'entrée par Borna Ćorić (2-6, 3-6). Même résultat à Madrid où il s'incline contre Damir Džumhur (4-6, 2-6). Pour son dernier Roland Garros, il s'offre au premier tour Leonardo Mayer avant de chuter contre Juan Martín del Potro (4-6, 3-6, 2-6) et faire ses adieux au public parisien.
Il entame la saison sur gazon par le tournoi du Queen's où il sort des qualifications, puis domine Tomáš Berdych avant de s'incliner au deuxième tour contre Adrian Mannarino (64-7, 3-6). À Wimbledon, il écarte pour son entrée en lice Márton Fucsovics avant d'être éliminé au tour suivant par Frances Tiafoe (6-4, 3-6, 4-6, 2-6). Il s'agit du dernier match de sa carrière sur gazon.
Il entame la tournée estivale américaine par le tournoi de Winston-Salem où il chute d'entrée contre Matteo Berrettini (3-6, 3-6). À l'US Open, après une victoire au premier tour contre la tête de série no 22 Marco Cecchinato, il s'incline contre Jan-Lennard Struff en 5 sets (2-6, 6-4, 1-6, 6-3, 3-6).
Il est ensuite appelé par Yannick Noah pour jouer la demi-finale de Coupe Davis contre l'Espagne. Il remporte le point du double aux côtés de Nicolas Mahut en battant Marcel Granollers et Feliciano López (6-0, 6-4, 7-67) et qualifie l'équipe de France pour la finale. En vue de cet événement, il repousse son départ à la retraite pour se maintenir en forme. Il participe au tournoi de Stockholm en double, aux côtés de Lucas Pouille avec qui il s'incline en demi-finale contre Marcus Daniell et Wesley Koolhof. Il fait sa dernière apparition au Masters 1000 de Paris-Bercy en double, à nouveau aux côtés de Lucas Pouille. Ils chutent d'entrée contre Austin Krajicek et Nikola Mektić.
En septembre 2018, il revient sur RMC en qualité de consultant permanent. Il participe notamment aux émissions Les Grandes Gueules du sport et Super Moscato Show.

### 2019: Capitaine de l'équipe de France de Fed Cup
Le 23 juin 2018, il est nommé au poste de capitaine de l'Équipe de France de Fed Cup à compter de la saison 2019, succédant à Yannick Noah. Il abandonne le capitanat en 2025.
En février 2019, son premier capitanat est marqué par le retour dans l'équipe de Caroline Garcia et d'Alizé Cornet. La France se qualifie pour la demi-finale en dominant la Belgique (3-1).
À l'été 2019, il quitte RMC pour rejoindre Canal+. Il participe au Canal Sports Club jusqu'en 2023, émission omnisports présentée par Marie Portolano (puis Astrid Bard) et diffusée sur Canal+ le samedi à 19 h 30 en clair.
Le 10 novembre 2019, la France s’impose en finale à Perth, contre l’Australie (3-2). Un weekend exceptionnel de la part de Kristina Mladenovic qui bat Ajla Tomljanović 6-1 6-1, se défait de la numéro un mondiale Ashleigh Barty (2-6, 6-4, 7-6), et qui finit par s’imposer 6-4 6-4 dans le double décisif, aux côtés de Caroline Garcia, face à la paire Ashleigh Barty / Samantha Stosur.
Pour le Tournoi de Roland-Garros 2021, il est consultant pour France.tv Sport.

## Style de jeu

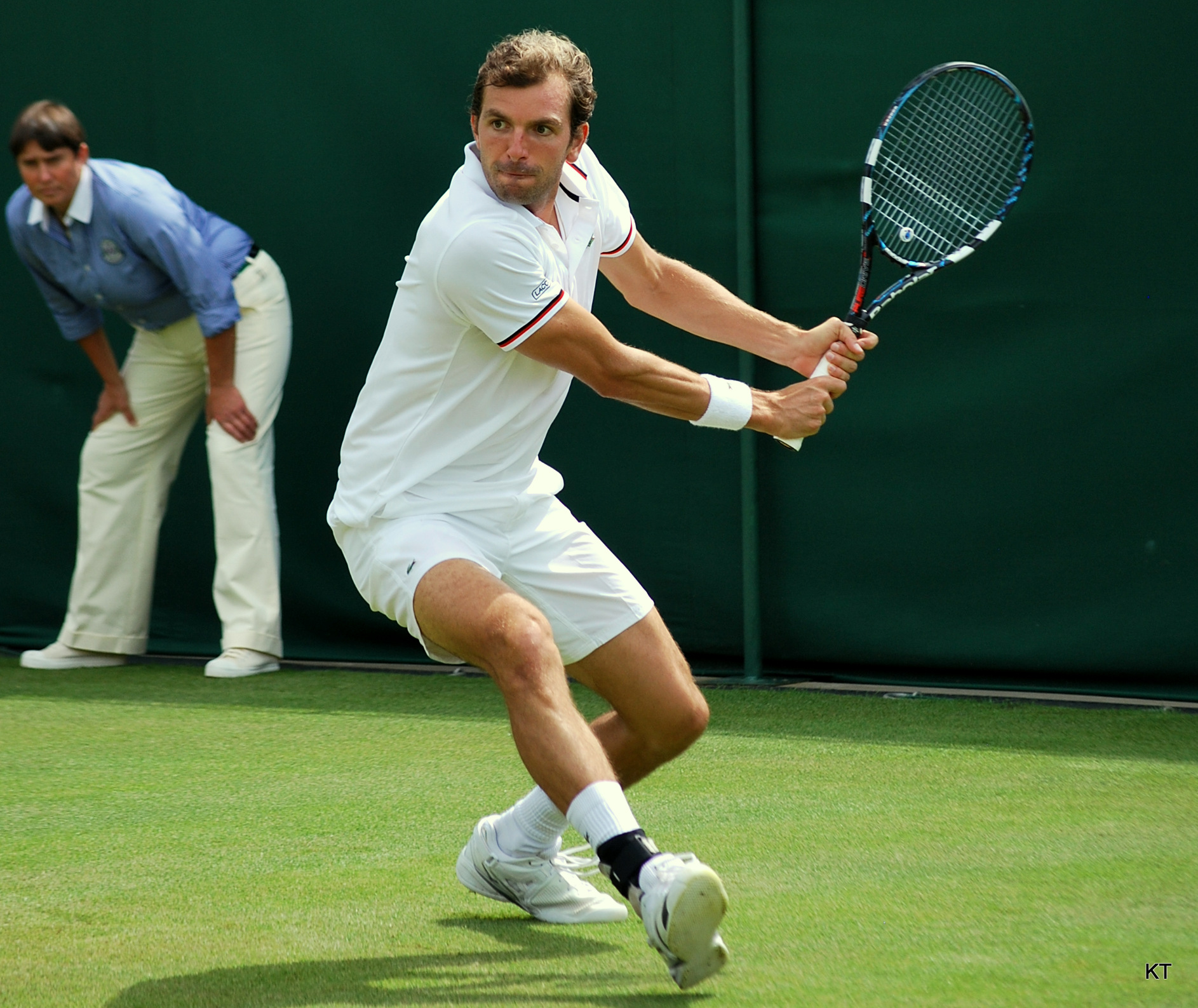
Revers à deux mains de fond de court.

Julien Benneteau est un joueur polyvalent avec un excellent revers à 2 mains et un très bon déplacement associé à une bonne condition physique[réf. nécessaire].
Sa volée est solide, ce qui lui permet de très bons résultats en double. Son coup droit est faible pour un top 50 avec une préparation basse peu efficace et source d'erreurs directes. Son service est régulier mais sa préparation tronquée ne lui permet que rarement de dépasser les 190 km/h, ce qui est handicapant au plus haut niveau car générant peu de points faciles.

## Palmarès

### Tournois Challenger

#### Titres en simple
- 2004 : Andrézieux
- 2011 : Rennes
- 2014 : Bordeaux
- 2016 : Mouilleron-le-Captif

#### Titres en double
- 2000 : Contrexéville avec Nicolas Mahut
- 2001 : Andrézieux avec Nicolas Mahut
- 2003 : Bronx et Saint-Jean-de-Luz avec Nicolas Mahut
- 2005 : Schéveningue avec Édouard Roger-Vasselin, Orléans et Grenoble avec Nicolas Mahut
- 2006 : Andrézieux et San Remo avec Nicolas Mahut
- 2016 : Nouméa avec Édouard Roger-Vasselin

### Autres performances
- 2009 : Masters France contre Arnaud Clément (hors calendrier ATP, tournoi entre les meilleurs joueurs français uniquement)

## Parcours dans les tournois duGrand Chelem

### En simple
| Année | Open d'Australie | Open d'Australie | Internationaux de France | Internationaux de France | Wimbledon       | Wimbledon      | US Open         | US Open            |
| ----- | ---------------- | ---------------- | ------------------------ | ------------------------ | --------------- | -------------- | --------------- | ------------------ |
| 2000  | —                | —                | Q2                       | Werner Eschauer          | —               | —              | —               | —                  |
| 2001  | —                | —                | Q1                       | John Van Lottum          | —               | —              | —               | —                  |
| 2002  | Q1               | Grégory Carraz   | 1er tour (1/64)          | Arnaud Clément           | —               | —              | —               | —                  |
| 2003  | 1er tour (1/64)  | Nicolás Lapentti | 1er tour (1/64)          | Jiří Novák               | —               | —              | 1er tour (1/64) | Fabrice Santoro    |
| 2004  | Q3               | Jeff Salzenstein | 3e tour (1/16)           | Igor Andreev             | 2e tour (1/32)  | Mario Ančić    | 1er tour (1/64) | P. Kohlschreiber   |
| 2005  | 1er tour (1/64)  | Rafael Nadal     | 1er tour (1/64)          | Gastón Gaudio            | 1er tour (1/64) | Nicolas Kiefer | —               | —                  |
| 2006  | 3e tour (1/16)   | Andy Roddick     | 1/4 de finale            | Ivan Ljubičić            | 2e tour (1/32)  | Andy Murray    | 1er tour (1/64) | Robby Ginepri      |
| 2007  | 1er tour (1/64)  | Paul Capdeville  | 1er tour (1/64)          | Carlos Berlocq           | 1er tour (1/64) | J.-W. Tsonga   | 1er tour (1/64) | Simone Bolelli     |
| 2008  | 1er tour (1/64)  | S. Wawrinka      | 1/8 de finale            | Roger Federer            | 1er tour (1/64) | Nicolas Kiefer | 1er tour (1/64) | Marin Čilić        |
| 2009  | 1er tour (1/64)  | Márcos Baghdatís | 1er tour (1/64)          | J.-W. Tsonga             | 1er tour (1/64) | Novak Djokovic | 3e tour (1/16)  | J.-W. Tsonga       |
| 2010  | 2e tour (1/32)   | Ivo Karlović     | 2e tour (1/32)           | Leonardo Mayer           | 1/8 de finale   | J.-W. Tsonga   | 2e tour (1/32)  | Tommy Robredo      |
| 2011  | —                | —                | 2e tour (1/32)           | David Ferrer             | 2e tour (1/32)  | Tomáš Berdych  | 3e tour (1/16)  | Andy Roddick       |
| 2012  | 3e tour (1/16)   | Kei Nishikori    | 3e tour (1/16)           | Janko Tipsarević         | 3e tour (1/16)  | Roger Federer  | 3e tour (1/16)  | Novak Djokovic     |
| 2013  | 3e tour (1/16)   | Janko Tipsarević | 3e tour (1/16)           | Roger Federer            | 2e tour (1/32)  | F. Verdasco    | 3e tour (1/16)  | Tomáš Berdych      |
| 2014  | 2e tour (1/32)   | Tommy Robredo    | 1er tour (1/64)          | Facundo Bagnis           | 1er tour (1/64) | Gilles Müller  | 1er tour (1/64) | Benoît Paire       |
| 2015  | 1er tour (1/64)  | Benjamin Becker  | —                        | —                        | —               | —              | —               | —                  |
| 2016  | 1er tour (1/64)  | Nicolás Almagro  | 1er tour (1/64)          | Lucas Pouille            | 2e tour (1/32)  | Kei Nishikori  | 1er tour (1/64) | A. Ramos-Viñolas   |
| 2017  | Q3               | Alex Bolt        | 1er tour (1/64)          | Lucas Pouille            | 1er tour (1/64) | S. Stakhovsky  | 1er tour (1/64) | David Goffin       |
| 2018  | 3e tour (1/16)   | Fabio Fognini    | 2e tour (1/32)           | J. M. del Potro          | 2e tour (1/32)  | Frances Tiafoe | 2e tour (1/32)  | Jan-Lennard Struff |

N.B. : à droite du résultat se trouve le nom de l'ultime adversaire.

### En double
| Année | Open d'Australie                                                                          | Open d'Australie                                                                     | Internationaux de France                                                             | Internationaux de France                                                                     | Wimbledon                                                                                    | Wimbledon | US Open | US Open |
| ----- | ----------------------------------------------------------------------------------------- | ------------------------------------------------------------------------------------ | ------------------------------------------------------------------------------------ | -------------------------------------------------------------------------------------------- | -------------------------------------------------------------------------------------------- | --------- | ------- | ------- |
| 2000  | —                                                                                         | —                                                                                    | 2e tour (1/16) N. Mahut \|\| style="text-align:left;" \| N. Kulti M. Tillström       | —                                                                                            | —                                                                                            | —         | —       |         |
| 2001  | —                                                                                         | —                                                                                    | 1er tour (1/32) N. Mahut \|\| style="text-align:left;" \| J. Coetzee B. Haygarth     | —                                                                                            | —                                                                                            | —         | —       |         |
| 2002  | —                                                                                         | —                                                                                    | 2e tour (1/16) A. Di Pasquale \|\| style="text-align:left;" \| W. Arthurs P. Hanley  | —                                                                                            | —                                                                                            | —         | —       |         |
| 2003  | —                                                                                         | —                                                                                    | 2e tour (1/16) N. Mahut \|\| style="text-align:left;" \| Bob Bryan Mike Bryan        | —                                                                                            | —                                                                                            | —         | —       |         |
| 2004  | 2e tour (1/16) A. Clément \|\| style="text-align:left;" \| M. Bhupathi M. Mirnyi          | 1er tour (1/32) N. Mahut \|\| style="text-align:left;" \| A. Pavel R. Sluiter        | 2e tour (1/16) N. Mahut \|\| style="text-align:left;" \| J. Palmer P. Vízner         | 1/2 finale N. Mahut \|\| style="text-align:left;" \| M. Knowles D. Nestor                    |                                                                                              |           |         |         |
| 2005  | 2e tour (1/16) N. Mahut \|\| style="text-align:left;" \| A. Costa R. Nadal                | 1er tour (1/32) N. Mahut \|\| style="text-align:left;" \| R. Koenig A. Martín        | 1er tour (1/32) N. Mahut \|\| style="text-align:left;" \| M. Hilton J. Marray        | 1/4 de finale N. Mahut \|\| style="text-align:left;" \| Bob Bryan Mike Bryan                 |                                                                                              |           |         |         |
| 2006  | 1er tour (1/32) N. Mahut \|\| style="text-align:left;" \| D. Ferrer F. Vicente            | 1/4 de finale N. Mahut \|\| style="text-align:left;" \| Bob Bryan Mike Bryan         | 1er tour (1/32) N. Mahut \|\| style="text-align:left;" \| L. Dlouhý P. Vízner        | 1er tour (1/32) N. Mahut \|\| style="text-align:left;" \| C. Kas P. Petzschner               |                                                                                              |           |         |         |
| 2007  | 1/4 de finale N. Mahut \|\| style="text-align:left;" \| P. Hanley K. Ullyett              | 2e tour (1/16) N. Mahut \|\| style="text-align:left;" \| J. Coetzee R. Wassen        | 1er tour (1/32) N. Mahut \|\| style="text-align:left;" \| M. Melo André Sá           | 1/2 finale N. Mahut \|\| style="text-align:left;" \| S. Aspelin J. Knowle                    |                                                                                              |           |         |         |
| 2008  | 1/8 de finale N. Mahut \|\| style="text-align:left;" \| Bob Bryan Mike Bryan              | —                                                                                    | —                                                                                    | 1/8 de finale N. Mahut \|\| style="text-align:left;" \| J. Erlich Andy Ram                   | 2e tour (1/16) N. Mahut \|\| style="text-align:left;" \| R. Lindstedt J. Nieminen            |           |         |         |
| 2009  | 1er tour (1/32) F. Serra \|\| style="text-align:left;" \| B. Soares K. Ullyett            | 1/8 de finale N. Mahut \|\| style="text-align:left;" \| L. Dlouhý L. Paes            | —                                                                                    | —                                                                                            | 1er tour (1/32) J. Chardy \|\| style="text-align:left;" \| W. Moodie D. Norman               |           |         |         |
| 2010  | 2e tour (1/16) S. Darcis \|\| style="text-align:left;" \| John Isner Sam Querrey          | 1/8 de finale M. Llodra \|\| style="text-align:left;" \| W. Moodie D. Norman         | 1/4 de finale M. Llodra \|\| style="text-align:left;" \| J. I. Chela E. Schwank      | 2e tour (1/16) M. Llodra \|\| style="text-align:left;" \| D. Gimeno-Traver F. Gil            |                                                                                              |           |         |         |
| 2011  | —                                                                                         | —                                                                                    | 1/8 de finale N. Mahut \|\| style="text-align:left;" \| R. Lindstedt Horia Tecău     | 2e tour (1/16) N. Mahut \|\| style="text-align:left;" \| R. Lindstedt Horia Tecău            | —                                                                                            | —         |         |         |
| 2012  | 1er tour (1/32) N. Mahut \|\| style="text-align:left;" \| F. Čermák F. Polášek            | —                                                                                    | —                                                                                    | 1er tour (1/32) N. Mahut \|\| style="text-align:left;" \| André Sá B. Soares                 | 1/4 de finale N. Mahut \|\| style="text-align:left;" \| Bob Bryan Mike Bryan                 |           |         |         |
| 2013  | 1/8 de finale É. Roger-Vasselin \|\| style="text-align:left;" \| D. Marrero F. Verdasco   | 2e tour (1/16) N. Zimonjić \|\| style="text-align:left;" \| C. Kas O. Marach         | 1/4 de finale N. Zimonjić \|\| style="text-align:left;" \| L. Paes R. Štěpánek       | 2e tour (1/16) N. Zimonjić \|\| style="text-align:left;" \| Brian Baker Rajeev Ram           |                                                                                              |           |         |         |
| 2014  | 1/8 de finale É. Roger-Vasselin \|\| style="text-align:left;" \| Max Mirnyi M. Youzhny    | Victoire É. Roger-Vasselin                                                           | M. Granollers Marc López                                                             | 1/4 de finale É. Roger-Vasselin \|\| style="text-align:left;" \| M. Llodra N. Mahut          | 1er tour (1/32) É. Roger-Vasselin \|\| style="text-align:left;" \| G. García-López P. Oswald |           |         |         |
| 2015  | 1/4 de finale É. Roger-Vasselin \|\| style="text-align:left;" \| P.-H. Herbert N. Mahut   | —                                                                                    | —                                                                                    | —                                                                                            | —                                                                                            | —         | —       |         |
| 2016  | 1er tour (1/32) É. Roger-Vasselin \|\| style="text-align:left;" \| M. Cecchinato A. Seppi | 1/4 de finale É. Roger-Vasselin \|\| style="text-align:left;" \| F. López Marc López | Finale É. Roger-Vasselin                                                             | P.-H. Herbert N. Mahut                                                                       | 1er tour (1/32) É. Roger-Vasselin \|\| style="text-align:left;" \| T. Bellucci M. Demoliner  |           |         |         |
| 2017  | 2e tour (1/16) J. Chardy \|\| style="text-align:left;" \| D. Inglot F. Mergea             | 1er tour (1/32) J. Chardy \|\| style="text-align:left;" \| Łukasz Kubot Marcelo Melo | 2e tour (1/16) V. Pospisil \|\| style="text-align:left;" \| Ivan Dodig M. Granollers | 1/4 de finale É. Roger-Vasselin \|\| style="text-align:left;" \| Bob Bryan Mike Bryan        |                                                                                              |           |         |         |
| 2018  | 1er tour (1/32) J. Eysseric \|\| style="text-align:left;" \| N. Mektić A. Peya            | —                                                                                    | —                                                                                    | 1er tour (1/32) A. Mannarino \|\| style="text-align:left;" \| Frederik Nielsen Joe Salisbury | —                                                                                            | —         |         |         |

N.B. : le nom du partenaire se trouve sous le résultat ; le nom des ultimes adversaires se trouve à droite.

### En double mixte
| Année | Open d'Australie | Open d'Australie | Internationaux de France      | Internationaux de France   | Wimbledon | Wimbledon | US Open | US Open |
| ----- | ---------------- | ---------------- | ----------------------------- | -------------------------- | --------- | --------- | ------- | ------- |
| 2016  | —                | —                | 1er tour (1/16) P. Parmentier | Chuang C-j. Henri Kontinen | —         | —         | —       | —       |

N.B. : le nom de la partenaire se trouve sous le résultat ; le nom des ultimes adversaires se trouve à droite.

## Participation auxMasters

### En double
| Année | Ville              | Surface    | Partenaire             | Résultats | Résultat final |
| ----- | ------------------ | ---------- | ---------------------- | --------- | -------------- |
| 2014  | Londres (O2 Arena) | Dur indoor | Édouard Roger-Vasselin | 2v, 2d    | Demi-finaliste |

## Parcours enCoupe Davis
| #                                                                    | Date            | Lieu                  | Surface      | Gagnant(s)                        | Perdant(s)                            | Score                |          |
|                                                                      |                 |                       |              |                                   |                                       |                      |          |
| 2010 - 1er tour (groupe mondial) - France - Allemagne 4:1            |                 |                       |              |                                   |                                       |                      |          |
| 1                                                                    | 5-7/03/2010     | Toulon                | Dur (int.)   | Julien Benneteau Michaël Llodra   | Christopher Kas Philipp Kohlschreiber | 6-1, 6-4, 1-6, 7-5   | Parcours |
| 1                                                                    | 5-7/03/2010     | Toulon                | Dur (int.)   | Julien Benneteau                  | Benjamin Becker                       | 6-2, 7-5             | Parcours |
|                                                                      |                 |                       |              |                                   |                                       |                      |          |
| 2010 - 1/4 de finale (groupe mondial) - France - Espagne 5:0         |                 |                       |              |                                   |                                       |                      |          |
| 2                                                                    | 9-11/07/2010    | Clermont-Ferrand      | Dur (int.)   | Julien Benneteau Michaël Llodra   | Feliciano López Fernando Verdasco     | 6-1, 6-2, 66-7, 7-65 | Parcours |
| 2                                                                    | 9-11/07/2010    | Clermont-Ferrand      | Dur (int.)   | Julien Benneteau                  | Feliciano López                       | 7-63, 6-4            | Parcours |
|                                                                      |                 |                       |              |                                   |                                       |                      |          |
| 2011 - 1er tour (groupe mondial) - Autriche - France 2:3             |                 |                       |              |                                   |                                       |                      |          |
| 3                                                                    | 4-6/03/2011     | Vienne                | Terre (int.) | Oliver Marach Jürgen Melzer       | Julien Benneteau Michaël Llodra       | 6-4, 3-6, 6-3, 6-4   | Parcours |
|                                                                      |                 |                       |              |                                   |                                       |                      |          |
| 2012 - 1er tour (groupe mondial) - Canada - France 1:4               |                 |                       |              |                                   |                                       |                      |          |
| 4                                                                    | 10-12/02/2012   | Vancouver             | Dur (int.)   | Milos Raonic                      | Julien Benneteau                      | 6-2, 6-4, 7-5        | Parcours |
| 4                                                                    | 10-12/02/2012   | Vancouver             | Dur (int.)   | Julien Benneteau Michaël Llodra   | Daniel Nestor Vasek Pospisil          | 7-61, 7-62, 6-3      | Parcours |
|                                                                      |                 |                       |              |                                   |                                       |                      |          |
| 2012 - 1/4 de finale (groupe mondial) - France - États-Unis 2:3      |                 |                       |              |                                   |                                       |                      |          |
| 5                                                                    | 6-8/04/2012     | Roquebrune-Cap-Martin | Terre (ext.) | Bob Bryan Mike Bryan              | Julien Benneteau Michaël Llodra       | 6-4, 6-4, 7-64       | Parcours |
|                                                                      |                 |                       |              |                                   |                                       |                      |          |
| 2013 - 1er tour (groupe mondial) - France - Israël 5:0               |                 |                       |              |                                   |                                       |                      |          |
| 6                                                                    | 1-3/02/2013     | Rouen                 | Dur (int.)   | Julien Benneteau Michaël Llodra   | Jonathan Erlich Dudi Sela             | 7-63, 6-1, 6-0       | Parcours |
|                                                                      |                 |                       |              |                                   |                                       |                      |          |
| 2013 - 1/4 de finale (groupe mondial) - Argentine - France 3:2       |                 |                       |              |                                   |                                       |                      |          |
| 7                                                                    | 5-7/04/2013     | Buenos Aires          | Terre (ext.) | David Nalbandian Horacio Zeballos | Julien Benneteau Michaël Llodra       | 3-6, 7-63, 7-5, 6-3  | Parcours |
|                                                                      |                 |                       |              |                                   |                                       |                      |          |
| 2014 - 1er tour (groupe mondial) - France - Australie 5:0            |                 |                       |              |                                   |                                       |                      |          |
| 8                                                                    | 31/01-2/02/2014 | La Roche-sur-Yon      | Terre (int.) | Julien Benneteau                  | Thanasi Kokkinakis                    | 6-4, 6-1             | Parcours |
|                                                                      |                 |                       |              |                                   |                                       |                      |          |
| 2014 - 1/4 de finale (groupe mondial) - France - Allemagne 3:2       |                 |                       |              |                                   |                                       |                      |          |
| 9                                                                    | 4-6/04/2014     | Nancy                 | Dur (int.)   | Tobias Kamke                      | Julien Benneteau                      | 7-68, 6-3, 6-2       | Parcours |
| 9                                                                    | 4-6/04/2014     | Nancy                 | Dur (int.)   | Julien Benneteau Michaël Llodra   | Andre Begemann Tobias Kamke           | 6-1, 7-65, 4-6, 7-5  | Parcours |
|                                                                      |                 |                       |              |                                   |                                       |                      |          |
| 2014 - 1/2 finale (groupe mondial) - France - République tchèque 4:1 |                 |                       |              |                                   |                                       |                      |          |
| 10                                                                   | 12-14/09/2014   | Paris                 | Terre (ext.) | Jiří Veselý                       | Julien Benneteau                      | 6-4, 6-3             | Parcours |
|                                                                      |                 |                       |              |                                   |                                       |                      |          |
| 2014 - Finale (groupe mondial) - France - Suisse 1:3                 |                 |                       |              |                                   |                                       |                      |          |
| 11                                                                   | 21-23/11/2014   | Lille                 | Terre (int.) | Roger Federer Stanislas Wawrinka  | Julien Benneteau Richard Gasquet      | 6-3, 7-5, 6-4        | Parcours |
|                                                                      |                 |                       |              |                                   |                                       |                      |          |
| 2015 - 1er tour (groupe mondial) - Allemagne - France 2:3            |                 |                       |              |                                   |                                       |                      |          |
| 12                                                                   | 6-8/03/2015     | Francfort             | Dur (int.)   | Julien Benneteau Nicolas Mahut    | Benjamin Becker Andre Begemann        | 6-4, 6-3, 6-2        | Parcours |
|                                                                      |                 |                       |              |                                   |                                       |                      |          |
| 2017 - 1/4 de finale (groupe mondial) - France - Grande-Bretagne 4:1 |                 |                       |              |                                   |                                       |                      |          |
| 13                                                                   | 7-9/04/2017     | Rouen                 | Terre (int.) | Julien Benneteau Nicolas Mahut    | Dominic Inglot Jamie Murray           | 7-67, 5-7, 7-5, 7-5  | Parcours |
| 13                                                                   | 7-9/04/2017     | Rouen                 | Terre (int.) | Daniel Evans                      | Julien Benneteau                      | 6-1, 6-2             | Parcours |
|                                                                      |                 |                       |              |                                   |                                       |                      |          |
| 2018 - 1/2 finale (groupe mondial) - France - Espagne 3:2            |                 |                       |              |                                   |                                       |                      |          |
| 14                                                                   | 14-16/09/2018   | Villeneuve-d'Ascq     | Dur (int.)   | Julien Benneteau Nicolas Mahut    | Marcel Granollers Feliciano López     | 6-0, 6-4, 7-67       | Parcours |
|                                                                      |                 |                       |              |                                   |                                       |                      |          |

## Victoires sur le top 10
Toutes ses victoires sur des joueurs classés dans le top 10 de l'ATP lors de la rencontre.
| Légende         |
| Grand Chelem    |
| Masters         |
| Jeux olympiques |
| Masters 1000    |
| 500 Series      |
| 250 Series      |
| Coupe Davis     |

| #  | J.B.   | Tournoi          | Année | Surface         | Adversaire         | Rang  | Tour | Score                |
| -- | ------ | ---------------- | ----- | --------------- | ------------------ | ----- | ---- | -------------------- |
| 1  | no 122 | Memphis          | 2006  | Dur (int.)      | Andy Roddick       | no 3  | 1/4  | 3-6, 6-4, 7-64       |
| 2  | no 57  | Toronto          | 2006  | Dur             | Márcos Baghdatís   | no 10 | 1/32 | 5-7, 6-2, 6-3        |
| 3  | no 42  | Paris-Bercy      | 2006  | Moquette (int.) | Fernando González  | no 8  | 1/16 | 3-6, 6-4, 7-5        |
| 4  | no 46  | Indian Wells     | 2007  | Dur             | James Blake        | no 6  | 1/16 | 6-2, 7-61            |
| 5  | no 74  | Auckland         | 2008  | Dur             | David Ferrer       | no 5  | 1/4  | 6-4, 6-0             |
| 6  | no 50  | Rotterdam        | 2009  | Dur (int.)      | Nikolay Davydenko  | no 5  | 1/8  | 6-3, 6-2             |
| 7  | no 49  | Paris-Bercy      | 2009  | Dur (int.)      | Roger Federer      | no 1  | 1/16 | 3-6, 7-64, 6-4       |
| 8  | no 39  | Marseille        | 2010  | Dur (int.)      | Jo-Wilfried Tsonga | no 9  | 1/2  | 7-611, 5-7, 7-63     |
| 9  | no 81  | US Open          | 2011  | Dur             | Nicolás Almagro    | no 10 | 1/64 | 6-2, 6-4, 6-3        |
| 10 | no 34  | Kuala Lumpur     | 2012  | Dur (int.)      | David Ferrer       | no 5  | 1/2  | 6-4, 6-1             |
| 11 | no 39  | Rotterdam        | 2013  | Dur (int.)      | Roger Federer      | no 2  | 1/4  | 6-3, 7-5             |
| 12 | no 33  | Kuala Lumpur     | 2013  | Dur (int.)      | Stanislas Wawrinka | no 10 | 1/2  | 6-4, 6-3             |
| 13 | no 65  | Indian Wells     | 2014  | Dur             | Jo-Wilfried Tsonga | no 10 | 1/32 | 6-4, 6-4             |
| 14 | no 41  | Cincinnati       | 2014  | Dur             | Stanislas Wawrinka | no 4  | 1/4  | 1-6, 6-1, 6-2        |
| 15 | no 30  | Shanghai         | 2014  | Dur             | Grigor Dimitrov    | no 10 | 1/16 | 7-5, 6-3             |
| 16 | no 83  | Paris-Bercy      | 2017  | Dur (int.)      | David Goffin       | no 10 | 1/8  | 6-3, 6-3             |
| 17 | no 83  | Paris-Bercy      | 2017  | Dur (int.)      | Marin Čilić        | no 5  | 1/4  | 7-65, 7-5            |
| 18 | no 59  | Open d'Australie | 2018  | Dur             | David Goffin       | no 7  | 1/32 | 1-6, 7-65, 6-1, 7-64 |

## Classements ATP en fin de saison
| Année          | 2000 | 2001 | 2002 | 2003 | 2004 | 2005 | 2006 | 2007 | 2008 | 2009 | 2010 | 2011 | 2012 | 2013 | 2014 | 2015 | 2016 | 2017 | 2018 |
| Rang en simple | 423  | 271  | 255  | 140  | 64   | 167  | 40   | 68   | 43   | 46   | 44   | 52   | 35   | 35   | 25   | 533  | 131  | 56   | 140  |
| Rang en double | 195  | 301  | 270  | 93   | 50   | 59   | 67   | 26   | 49   | 32   | 38   | 52   | 97   | 26   | 5    | 124  | 35   | 45   | 325  |

Source : (en) Classements de Julien Benneteau sur le site officiel de la Fédération internationale de tennis

## Distinctions
- Chevalier de l'ordre national du Mérite (décret du 31 décembre 2012)[61]